# チョソンチェ
チョソンチェ (朝:초성체) または初声体とは、ハングル字母のうち初声のみを用いて朝鮮語の単語を表記したものをいう。
例えば、초성체（チョソンチェ）をチョソンチェで表記すると、ㅊㅅㅊとなる。

## 歴史
文献上初めてチョソンチェが登場したのは1963年のことである。小説家の全商国は、1963年1月4日付けの朝鮮日報に寄稿した『同行』のなかで ‘그러면서 그는(...) 느닷없이 웃음을 터뜨리는 것이었다. ㅎ ㅎ ㅎ ㅎ ㅎ ㅎ ㅎ….’ (訳:「そうして彼は(...)だしぬけに笑い声をあげたのだった。ㅎ ㅎ ㅎ ㅎ ㅎ ㅎ…」)と、笑い声をチョソンチェで表記した。'ㅎ'は子音のみを表すので、笑い声が '하하하하하하'（ハハハハハハ）なのか '히히히히히히'（ヒヒヒヒヒヒ）なのかはわからない。全商国は「読者の想像力を刺激するための文学的装置として 'ㅎㅎ' を使った」と述懐している。
その後、1990年代のコンピューターの普及によりチョソンチェの使用も爆発的に増加した。特に片手でキーボードを操作しなければならないコンピューターゲームでは、より素早く入力するためにチョソンチェを利用した。例えば、笑い声を 'ㅋㅋ(크크)'（訳: クク）、攻撃のサインを 'ㄱㄱ(고고)'（訳: ゴーゴー）といった具合である。また、インターネット上で規制される悪口を入力するための手段としても利用された。
スマートフォンが普及した2010年代からは、単なるコミュニケーションの簡略化だけでなく、面白さを狙ってチョソンチェを使うことも増えた。チョソンチェを見てその元となった単語を推理する「チョソンゲーム」がその代表と言える。
現在ではチョソンチェを用いたマーケティングも活発に行われている。代表的な例として2018年平昌冬季オリンピックのエンブレムは、開催地である平昌（평창）のチョソンチェである 'ㅍㅊ'をモチーフに、集いの場と冬を表現したものとなっている。